# Сергеихинское сельское поселение
Муниципальное образование Сергеихинское — сельское поселение в Камешковском районе Владимирской области.
Административный центр — деревня Сергеиха.

## География
Муниципальное образование Сергеихинское расположено в северо-западной части Камешковского района.

## История
Сергеихинский сельсовет образован в 1920-годах в составе Быковской волости Владимирского уезда. С 1929 года в составе Ковровского района, с 1940 года — в составе Камешковского района, в 1954 году в его состав включены населённые пункты упразднённого Ряховского сельсовета, в 1959 году — населённые пункты упразднённого Коверинского сельсовета.
Муниципальное образование Сергеихинское образовано в соответствии с Законом Владимирской области от 11 мая 2005 года № 51-ОЗ «О наделении Камешковского района и вновь образованных муниципальных образований, входящих в его состав, соответствующим статусом муниципальных образований и установлении их границ». В его состав вошли территории Коверинского и Сергеихинского сельсоветов.

## Население
| 2010  | 2011  | 2012  | 2013  | 2014  | 2015  | 2016  | 2017  | 2018  |
| ----- | ----- | ----- | ----- | ----- | ----- | ----- | ----- | ----- |
| 2594  | ↘2592 | ↗2632 | ↘2631 | ↘2617 | ↘2566 | ↘2555 | ↗2568 | ↘2467 |
| 2019  | 2020  | 2021  |       |       |       |       |       |       |
| ↘2428 | ↘2347 | ↗2978 |       |       |       |       |       |       |

## Состав сельского поселения
| №  | Населённый пункт | Тип населённого пункта          | Население |
| -- | ---------------- | ------------------------------- | --------- |
| 1  | Байково          | деревня                         | →0        |
| 2  | Бураково         | деревня                         | ↗52       |
| 3  | Глазово          | деревня                         | ↗15       |
| 4  | Дмитриково       | деревня                         | ↘16       |
| 5  | Зауичье          | деревня                         | ↗55       |
| 6  | Имени Артёма     | посёлок                         | ↘296      |
| 7  | Имени Фрунзе     | посёлок                         | ↗72       |
| 8  | Кирюшино         | деревня                         | ↗15       |
| 9  | Коверино         | село                            | ↗435      |
| 10 | Круглово         | село                            | →51       |
| 11 | Крутово          | деревня                         | ↘5        |
| 12 | Лошаиха          | деревня                         | ↗48       |
| 13 | Лубенцы          | деревня                         | ↘193      |
| 14 | Макариха         | деревня                         | ↗57       |
| 15 | Нерлинка         | деревня                         | ↗22       |
| 16 | Новая Заря       | посёлок                         | ↘76       |
| 17 | Новая Печуга     | деревня                         | ↘166      |
| 18 | Новосёлка        | деревня                         | ↗22       |
| 19 | Остров           | деревня                         | ↗58       |
| 20 | Пигасово         | деревня                         | ↗7        |
| 21 | Плясицыно        | деревня                         | ↗89       |
| 22 | Ряхово           | село                            | ↗72       |
| 23 | Саулово          | деревня                         | ↗66       |
| 24 | Сергеиха         | деревня, административный центр | ↗1025     |
| 25 | Фомиха           | село                            | ↗65       |

## Администрация
Глава МО избирается из числа депутатов, председательствует в Совете народных депутатов (представительный орган). Всего 10 депутатов (аналогично во всех сельских поселениях района).
Глава администрации Кушаков Олег Николаевич, муниципальный служащий, назначается по решению Совета депутатов по результатам конкурса.
Ранее глава МО избирался непосредственно населением и возглавлял администрацию.